# الأمن النظري وفق نظرية المعلومات
يكون نظام التعمية آمن من منظور نظرية المعلومات إذا كان أمانه مستمد تماما من نظرية المعلومات أي أن يكون آمن حتي إذا كان المعتدي لديه قوة حاسوبية غير محدودة. إن الخوارزمية أو بروتوكول التعمية آمن المعلومات نظريا لا يعتمد في فعاليته علي افتراضات غير مُثبتة عن القوة الحاسوبية أو أن مثل هذه الخوارزمية غير مُعرضة للتطور مستقبلاً في حاسوب كمومي . مثال علي نظام تعمية آمن المعلومات نظريا هو خوارزمية لوحة المرة الواحدة One time pad.
توجد حالة خاصة مثيرة وهي الأمان التام: وهي خوارزمية تعمية آمنة تمامًا إذا كان النص المُعمَّى الناتج لا يوفِّر معلومات عن النص الواضح من غير معرفة المفتاح.
إذا كانت E دالة نعمية آمنة تمامًا، فإنه لأي رسالة ثابتة m لابد أن يوجد لكل نص معمَّى c مفتاح واحد على الأقل مثل {\displaystyle c=E_{k}(m)}. كما أن هناك مفهوم أضعف للأمان حدده (أ. واين) وتبعته العديد من المراجع في دراسات نظرية المعلومات حديثاً.
من الشائع أن يُسرب نظام التعمية بعض المعلومات ولكنه على الرغم من ذلك يحافظ علي خصائص الأمان به حتي ضد معتدي لديه موارد حاسوبية غير محدودة. مثل هذا النظام سيكون لديه أمان نظري ولكن ليس أمان تام. إن التعريف الدقيق للأمان سوف يعتمد علي نظام التعمية المقصود.
هناك مجموعة متنوعة من المهام التعموية التي يعتبر أمان المعلومات النظري بالنسبة لها مفيد وهادف، منها:
1. خطط المشاركة السرية مثل اتي وضعها شامير وهي آمنة المعلومات نظريا (كما أنها آمنة تماما) لأن أقل من العدد الأساسي للحصص السرية لا يتيح معلومات عن السر.
2. بصورة عامة أكثر فإن بروتوكولات الحساب الآمن متعددة الأجزاء غالباً ولكن ليس دائما تكون آمنة المعلومات نظريا.
3. استعادة المعلومات الخاصة عن طريق قواعد بيانات متعددة يمكن تحقيقه بالخصوصية النظرية للمعلومات لإستعلام المستخدم.
4. اختزال أساسيات أو مهام التعمية يمكن أن يحقق غالباً أمان المعلومات النظري. مثل هذه الاختزالات ضرورية من المنظور النظري لأنها تحدد بأن المهمة primitive Π يمكن أن تتحقق إذا تحققت المهمة primitive Π'
5. يمكن تصنيف التعمية بالمفتاح المتناظر في ظل مفهوم أمان المعلومات النظري المسمي بالأمان القاصر الذي يفترض أن المعتدي لا يعلم شيئاً تقريبا عن الرسالة المرسلة. الهدف هنا هو إخفاء كافة دوال النص الأصلي بدلا من إخفاء جميع المعلومات عنه.

## الأمان غير المشروط
يستخدم أمان المعلومات النظري غالباً بشكل متبادل مع الأمان الغير مشروط. لكن المصطلح الأخير يمكن أن يشير إلي النظم التي لا تعتمد علي اقتراضات القوة الحاسوبية غير المُثبتة. تعتبر هذه النظم الآن مماثلة للنظم آمنة المعلومات نظرياً. لكن ليس من الضروري أن يكون هذا هو الوضع دائما. في أحد الأيام قد يثبُت أن خوارزمية آر إس إيه آمنة وبالتالي تصبح آمنة بشكل غير مشروط ولكن لن تكون آمنة المعلومات نظرياً مطلقاً.[بحاجة لمصدر]